# Lách tách họng hung

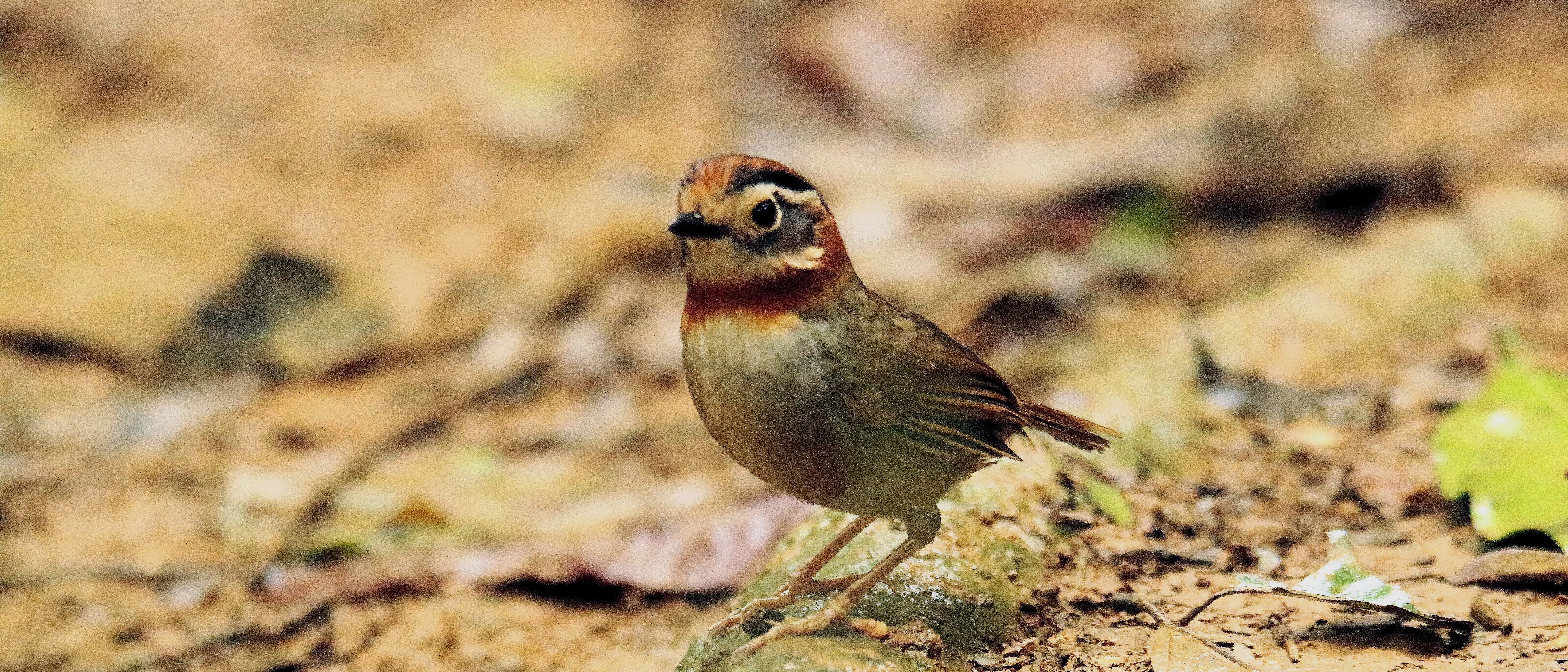
Lách tách họng hung

Lách tách họng hung', tên khoa học Schoeniparus rufogularis, là một loài chim trong họ Leiothrichidae. Loài này được tìm thấy ở Tiểu lục địa Ấn Độ và Đông Nam Á, phân bố qua Bangladesh, Bhutan, Campuchia, Ấn Độ, Lào, Myanmar, Thái Lan, và Việt Nam. Môi trường sống tự nhiên của nó là các khu rừng đất thấp ẩm nhiệt đới hoặc cận nhiệt đới.